# Pecka

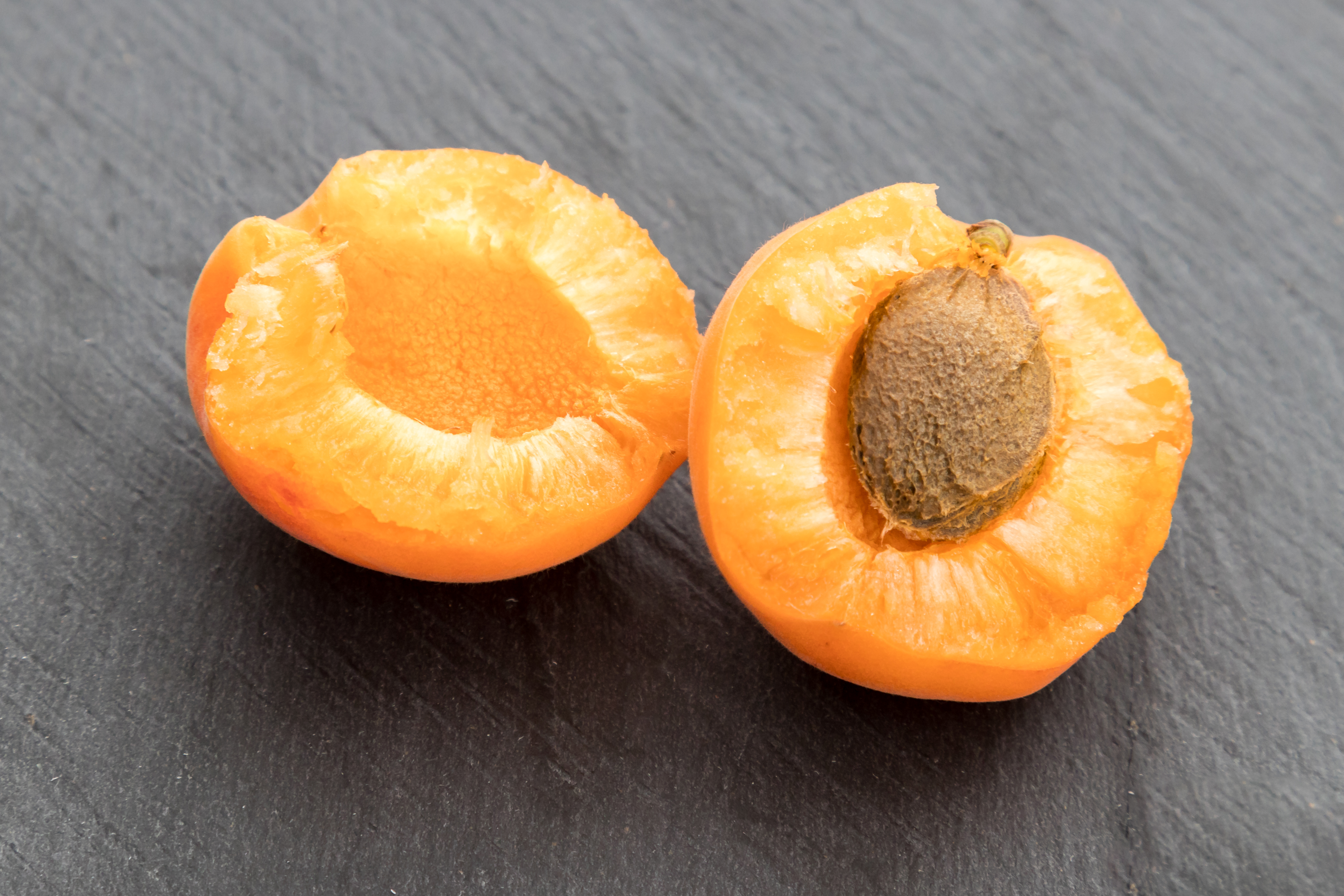
Pecka v meruňce

Pecka je tvrdá část oplodí plodu peckovice nebo peckovičky, která chrání jádro plodu - semeno před poškozením. V případě, že se jedná o běžné ovoce, které slouží jako lidská potrava, je nutno pecku z potravy odstranit, neboť je nepoživatelná a může být i lidskému zdraví škodlivá. U některých druhů ovoce (např. mandle) se však pecky, popřípadě jejich jádra konzumují.